# جرج اسمیت (آشورشناس)
جرج اسمیت (انگلیسی: George Smith) (۲۶ مارس ۱۸۴۰–۱۹ اوت ۱۸۷۶) آشورشناس بریتانیایی که برای اولین بار حماسه گیلگمش (یکی از قدیمی‌ترین آثار ادبیِ مکتوب که تا کنون پیدا شده‌است) را کشف و ترجمه کرد. او در سفری برای به دست آوردن قطعه‌های گمشده حماسه، الواحی را پیدا کرد (مجموعه DT) که در ابتدا به علت شباهت بسیار به داستان طوفان در حماسه گیلگمش تصور می‌شد بخش گمشده آن است اما پس از سالها روشن شد که او کاشف حماسه آفرینش قدیمی‌تری نیز با نام آترام-هاسیس است. 
سخنرانی او درباره «لوح یازدهم افسانه ایزدوبار» (گیلگمش) با عنوان فرعی «روایت کلدانی طوفان»  با اشاره به شباهت بسیار به داستان طوفان نوح،  بازتاب گسترده‌ای داشت.
او با تشخیص و ارتباط دادن متن لوحی (K51) که حاوی خورشیدگرفتگی ماه سیوان بود به خورشیدگرفتگی شناخته‌شده آشوری در شکل دادن به گاهشماری خاور نزدیک باستان نقش داشت. افزون بر آن، متنی نادر را درباره حمله عیلامی‌ها به بابِل (۲۲۸۰ پیشا دوران مشترک) پیدا کرد.

## پیشینه
پس از از بین رفتن خط میخی در قرن اول دوران مشترک، ادبیات بین‌النهرین باستان (اکثرا به سومری و بابلی (اکدی)) نیز از میان گم شد. در سال ۱۸۵۰، آستن هنری لایارد در نینوا (موصل امروزی) در حالی که لوح‌های شکسته‌شده به زانویش می‌رسید، در میانشان خط میخی را یافت. لایارد خود قادر به خواندن این خط نبود.
شانزده سال پس از آن، اسمیت جوان آغاز به خواندن این لوح‌ها کرد. تا سال ۱۸۷۲ بسیاری از آنان را دسته‌بندی کرد. گروهی از این الواح قطعه‌های ادبی بودند که در میانشان یکی از آنان را «شعر ایزدوبار» نامید. این همان حماسه گیلگمش است، نام قهرمان تا سال ۱۸۹۹ به اشتباه خوانده می‌شد. ترجمه اسمیت بازتاب گسترده‌ای داشت چون در شعر داستانی از طوفان نیز آمده بود که بسیار به داستان نوح در سفر پیدایش شبیه بود.

## حماسه گیلگمش و سفر تحقیقاتی به نینوا

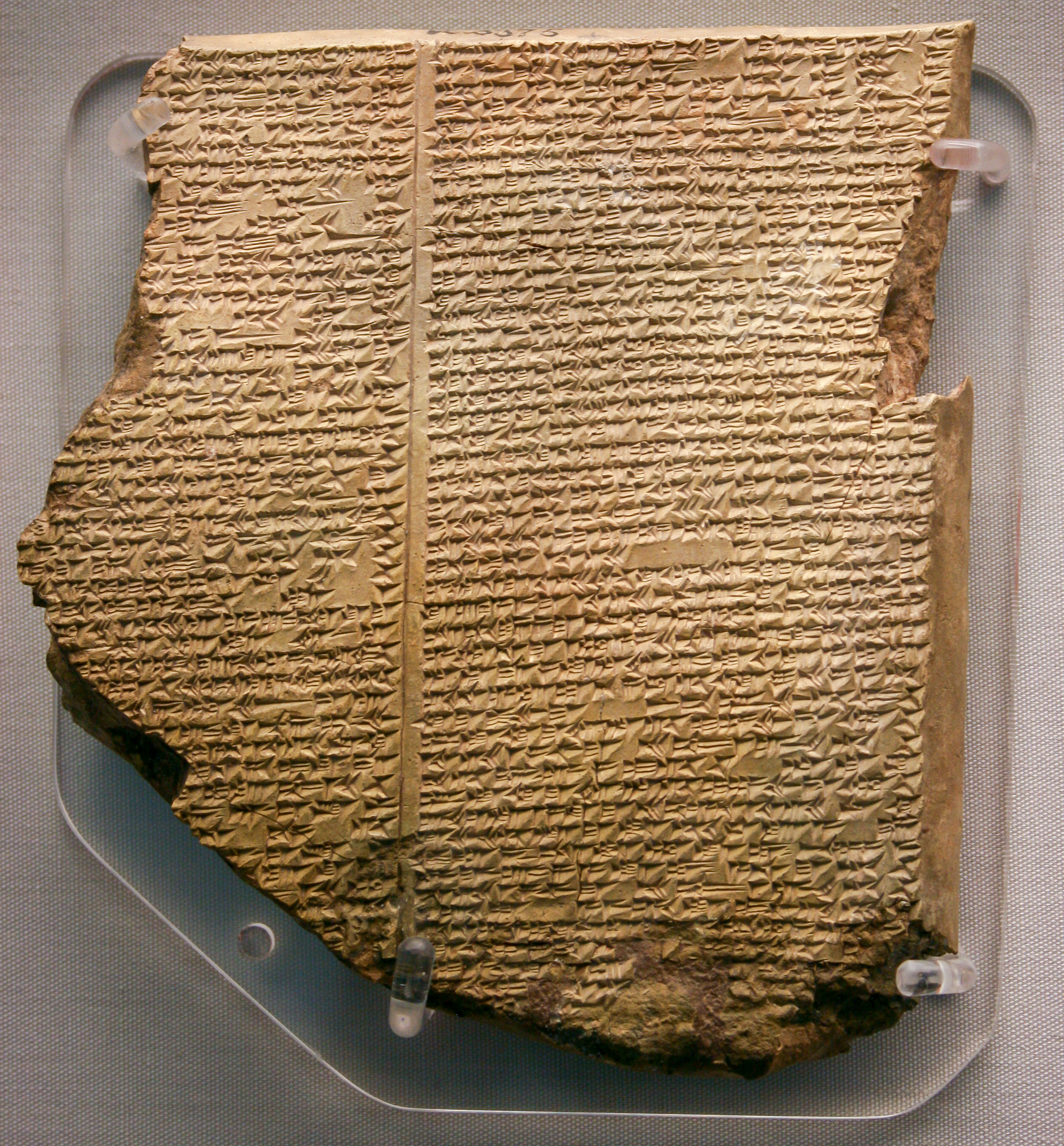
لوح طوفان، لوح یازدهم «حماسه گیلگمش» گزارش طوفانی است که خدایان برای نابودی جهان نازل می‌کنند. مانند نوح، اوتنپیشتیم نیز از قبل آگاه شد، و برای نگهداری و حفظ موجودات زنده کشتی ساخت. بعد از سیل پرندگانی برای یافتن خشکی فرستاد(موزه بریتانیا).

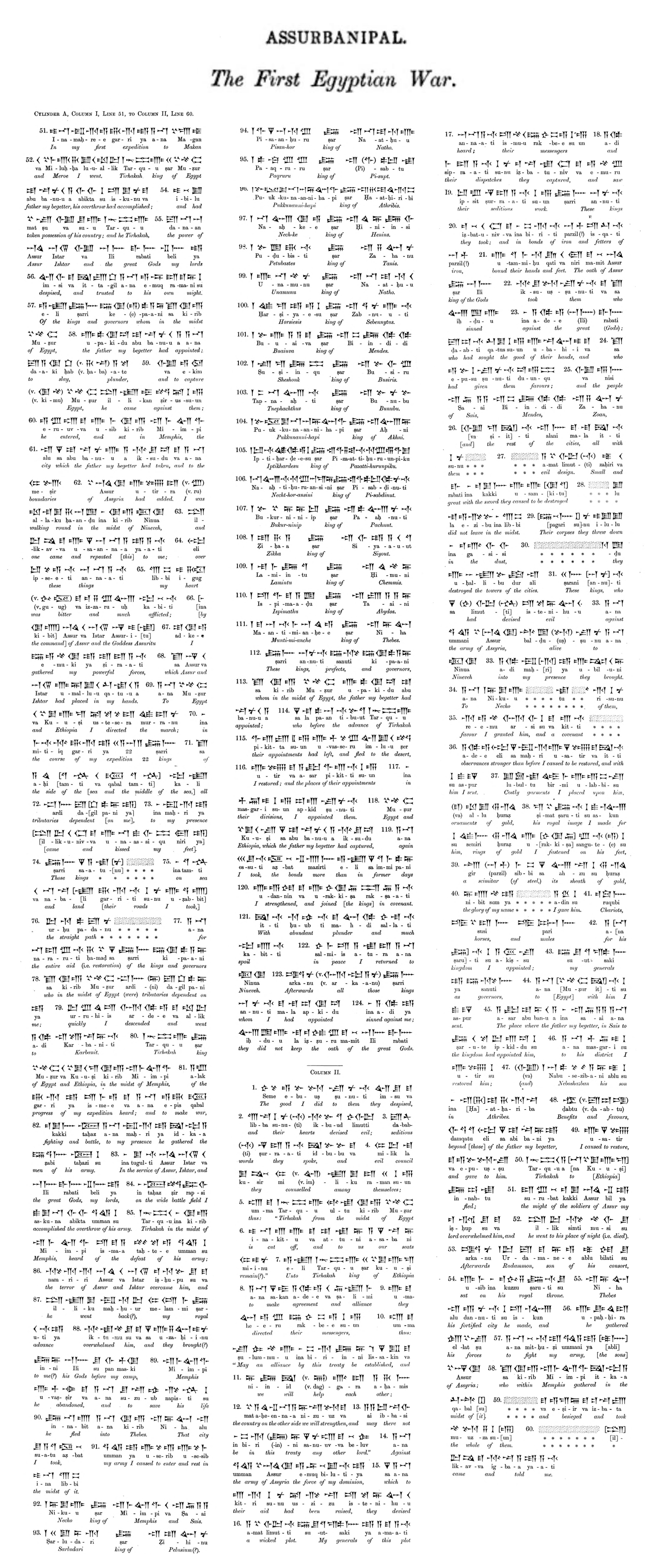
ترجمه «اولین جنگ با مصر» از «منشور رسام» (متن آشوربانی‌پال).

در سال ۱۸۷۲، جرج اسمیت در حین مرتب کردن لوح‌ها در موزه بریتانیا،  لوح «طوفان» را یافت. همکار او در آن زمان، واکنش وی را چنین توصیف کرده است:«اسمیت لوح را برداشت و شروع به خواندن سطرها کرد؛ هنگامی که دریافت محتوای آن همان بخشی از افسانه است که امیدوارانه به دنبالش بود، گفت «اولین انسانی هستم که پس از دو هزار سال فراموشی می‌خوانمشان.» لوح را روی میز گذاشت، به هوا پرید و با هیجان بسیار دور اتاق خیز برداشت و در میان حیرت حضار  شروع به در آوردن لباسهایش کرد.» او ترجمه لوح طوفان را در «انجمن باستان‌شناسی کتاب مقدس» (با حضور نخست‌وزیر گلدستون) ارائه داد.
این اثر امروزه بیشتر به عنوان لوح یازدهم حماسه گیلگمش شناخته می‌شود، که یکی از قدیمی‌ترین آثار ادبی شناخته شده‌است. در سال ۱۸۵۳ هرمزد رسام در مأموریتی باستان‌شناسی از طرف موزه بریتانیا به نمایندگی از همکار و مربی خود آستن هنری لایارد، این لوح را پیدا کرد. در ژانویه بعدی، ادوین آرنولد سردبیر دیلی تلگراف ترتیبِ سفر اسمیت به نینوا را به هزینه روزنامه داد تا بتواند قطعات گمشده داستان «طوفان» را در حفاری‌ها کشف کند. این سفر نه فقط به یافتن بعضی از لوح‌های گمشده انجامید، بلکه قطعاتی پیدا شدند که جانشینی و طول سلسله‌های بابِلی را ثبت کرده بودند.
روزنامه دیلی‌تلگراف پس از سخنرانی اسمیت در سال ۱۸۷۳ برای به دست آوردن بخش‌های نایافته، مبلغی قابل‌توجه معادل ۱۰۵۰ پوند در سال ۱۹۹۹ را در اختیار او قرار داد تا حفاری‌های قبلی در نینوا را برای موزه بریتانیا ادامه دهد. در مقایسه با کسانی که پیش از او در آنجا حفاری کرده‌بودند، اسمیت تعداد بسیار کمی لوح (مجموعه DT) به دست آورد اما در میان آنان تکه‌ای درباره «طوفان» بود، تکه‌ای که واقعا افتادگی مهمی را در روایت پر می‌کرد. سفر تحقیقاتی قربانی موفقیت خود شد. تکه پیدا شده آنچنان منطبق با چیزی بود که روزنامه به دنبال آن بود، که پس از آن به حمایت مالی ادامه نداد.
در واقع امروز می‌دانیم که این تکه خاص از داستان «طوفان» بخشی از نسخه متاخری از شعر آترام-هاسیس است و اصلا بخشی از حماسه گیلگمش نیست. اسمیت در آن زمان هیچ راهی برای فهمیدن این موضوع نداشت. تشخیص او بهترین در زمان خودش بود و برای سالها بدون چالش باقی ماند. او در سال ۱۸۷۶ در موزه بریتانیا استخدام شد تا دستیار هنری راولینسون (یکی از پیشگامان رمزگشایی خط میخی) باشد.

در نوامبر ۱۸۷۳، اسمیت بار دیگر بریتانیا را به مقصد نینوا (سفر تحقیقاتی دوم) ترک کرد - این بار به هزینه موزه - و به حفاری‌های خود در تپه کویونجیک (نینوا) ادامه داد. گزارشی از این کارش در کشفیات آشوری در اوایل سال ۱۸۷۵ چاپ شد. بقیه سال به چیدمان و ترجمه قطعات مربوط به آفرینش گذشت، که در سال ۱۸۸۰ منتشر شد: گزارش کلدانیِ سفر پیدایش (با همکاری آرچیبالد سیس).

## آخرین سفر و مرگ
در مارس ۱۸۷۶ متولیان موزه بریتانیا بار دیگر اسمیت را برای کاوش در کتابخانه آشوربانی‌پال فرستادند. در ایکیسجی، روستایی کوچک در شمال شرقی حلب، او به اسهال خونی مبتلا شد. به تاریخ ۱۹ آگوست در حلب درگذشت.